# Bahnhof Charleroi-Central
Der Bahnhof Charleroi-Central (bis 2022 Charleroi-Sud) ist der Hauptbahnhof der NMBS/SNCB in der belgischen Stadt Charleroi, der größten Stadt der Region Wallonien. Der Bahnhof steht hinsichtlich der Fahrgastfrequenz an vierter Stelle in der wallonischen Region und bildet den Knotenpunkt der S-Bahn Charleroi.
Er ist über die Stadtbahn Charleroi an den örtlichen öffentlichen Personennahverkehr (ÖPNV) angeschlossen. Außerdem besitzt er im Regionalverkehr eine wichtige Funktion.

## Verkehr
Stand: Fahrplanperiode 10. Dezember 2017 bis 8. Dezember 2018
| Linie | Verlauf | Takt Mo–Fr                               | Takt Sa, So                 |
| ----- | --- | ---------------------------------------- | --------------------------- |
| IC 05 | Charleroi-Sud – Nivelles – Brüssel-Süd – Brüssel-Central – Brüssel-Nord – Mechelen – Antwerpen-Berchem – Antwerpen-Centraal – Essen                                        | 60 min                                   | –                           |
| IC 07 | Charleroi-Sud – Nivelles – Brüssel-Süd – Brüssel-Central – Brüssel-Nord – Mechelen – Antwerpen-Berchem – Antwerpen-Centraal – Antwerpen-Luchtbal – Antwerpen-Noorderdokken | 60 min                                   | –                           |
| IC 19 | Lille-Flandres – Tournai – Mons – Charleroi-Sud – Namur | 60 min                                   | –                           |
| IC 25 | (Liers –) Liège-Saint-Lambert – Liège-Guillemins – Namur – Charleroi-Sud – La Louvière-Sud – Mons (– Tournai – Mouscron)                                                   | 60 min nur Liège–Mons                    | 60 min Liers–Mouscron       |
| IC 27 | Charleroi-Sud – Nivelles – Braine-l’Alleud – Brüssel-Luxemburg – Brüssel-Schuman – Flughafen Brüssel-Zaventem                                                              | 60 min                                   | –                           |
| IC 31 | Charleroi-Sud – Nivelles – Brüssel-Süd – Brüssel-Central – Brüssel-Nord – Mechelen – Antwerpen-Berchem – Antwerpen-Centraal                                                | –                                        | 60 min                      |
| S 61  | (Jambes –) Namur – Charleroi-Sud – Charleroi-West – Fleurus – Ottignies | 30 min nach Jambes 60 min nach Ottignies | 120 min nur Namur–Ottignies |
| S 62  | Charleroi-Sud – Marchienne-au-Pont – La Louvière – Manage – Luttre (– Marchienne-au-Pont – Charleroi-Sud)                                                                  | 60 min Charleroi-Sud – Luttre            | 120 min Schleifenfahrt      |
| S 63  | Charleroi-Sud – Marchienne-Zone – Thuin – Lobbes – Erquelinnes | 60 min                                   | 120 min                     |
| S 64  | Charleroi-Sud – Ham-sur-Heure – Walcourt – Philippeville – Couvin | 60 min                                   | 120 min                     |
| P     | verschiedene Verstärkerfahrten | HVZ                                      | –                           |
| ICT   | verschiedene Fahrten von/zu touristischen Orten | Touristensaison                          | Touristensaison             |